# Бросок в прыжке
Бросок в прыжке (англ. jump shot) - бросок по кольцу в баскетболе, осуществляемый игроком в верхней фазе статического вертикального прыжка. Выполняется, как правило, из-за пределов трёхсекундной зоны. Баскетболист выполняет резкий прыжок вверх вместе с выносом мяча над головой и, разгибая локтевой и кистевой сустав бросковой руки, направляет его в кольцо. При этом вторая рука поддерживает мяч сбоку, но в броске не участвует. Прыжок выполняется для того, чтобы бросок было сложнее накрыть. Иногда, чтобы избежать блок-шота, приходится совершать бросок с отклонением.
Первые броски в прыжке относят к 1930-м годам, но мнения людей о том, кто был первооткрывателем этого баскетбольного элемента, расходятся. Согласно утверждению Джона Кристгау, автора книги «Происхождение броска в прыжке», Кен Сейлорс сделал это в мае 1934 года. В американском документальном фильме 2019 года «Бросок в прыжке: История Кенни Сейлорса» (англ. "Jump Shot: The Kenny Sailors Story") указывается, что Кен Сейлорс сделал этот бросок популярным.
 
В профессиональном баскетболе более половины атак заканчивается броском в прыжке. Бросок в прыжке считался главным оружием легендарного баскетболиста Майкла Джордана.
Поскольку защитнику, чтобы помешать броску в прыжке, также приходится выпрыгивать, нападающий может обмануть его и заставить прыгнуть в ненужный момент, сделав финт на бросок. Это даст возможность игроку с мячом легко обыграть своего оппонента, либо попытаться заработать право на штрафные броски: если защитник, приземляясь, заденет игрока с мячом, имитирующего бросок, то получит персональный фол.